# Camalig
Camalig è una municipalità di seconda classe delle Filippine, situata nella Provincia di Albay, nella Regione del Bicol.
Camalig è formata da 50 baranggay:
- Anoling
- Baligang
- Bantonan
- Barangay 1 (Pob.)
- Barangay 2 (Pob.)
- Barangay 3 (Pob.)
- Barangay 4 (Pob.)
- Barangay 5 (Pob.)
- Barangay 6 (Pob.)
- Barangay 7 (Pob.)
- Bariw
- Binanderahan
- Binitayan
- Bongabong 	801
- Cabagñan
- Cabraran Pequeño
- Caguiba
- Calabidongan
- Comun
- Cotmon
- Del Rosario
- Gapo
- Gotob
- Ilawod
- Iluluan
- Libod
- Ligban
- Mabunga
- Magogon
- Manawan
- Maninila
- Mina
- Miti
- Palanog
- Panoypoy
- Pariaan
- Quinartilan
- Quirangay
- Quitinday
- Salugan
- Solong
- Sua
- Sumlang
- Tagaytay
- Tagoytoy
- Taladong
- Taloto
- Taplacon
- Tinago
- Tumpa